# A.G.O.
Pour les articles homonymes, voir AGO.
Aerowerke Gustav Otto est une filiale du groupe Aktien Gesellschaft Otto de Munich, créée en 1912 à Berlin-Johannisthal par Gustav Otto (fils de l'inventeur de moteur à explosion Nikolaus Otto et fondateur de BMW).

## Historique
En 1876 Nikolaus Otto invente avec ses amis Gottlieb Daimler et Wilhelm Maybach, le cycle 4-temps utilisé par la majorité des moteurs à combustion interne.
Aktien Gesellschaft Otto est au début du XXe siècle un important constructeur de moteurs à combustion interne.
En 1909 Gustav Otto (le fils de Nikolaus Otto) fonde à Munich la Gustav Otto Flugmaschinenfabrik (en) pour construire des aéroplanes et des moteurs d’aéroplanes de sa conception.
En 1912 pour se rapprocher des services officiels allemands, il fonde à Berlin-Johannisthal une Aerowerke Gustav Otto. Filiale d’Aktien Gesellschaft Otto, Aerowerke Gustav Otto fabrique sous licence des appareils dessinés par Gustav Otto Flugmaschinenfabrik (en) et l’utilisation du sigle A.G.O par plusieurs entreprises est source de confusion encore aujourd’hui.
A.G.O. produit durant la Première Guerre mondiale essentiellement des chasseurs biplaces.
En 1916 Gustav Otto achète à Karl Rapp la société Rapp Motorenwerke (en) qu'il fusionne avec A.G.O. sous le nouveau nom de Bayerische Flugzeugwerke AG (en) (BFW (en)), qui deviendra plus tard Bayerische Motorenwerke GmbH, puis BMW.
Le logo circulaire bleu et blanc de BMW représente en fait de manière stylisée le disque d’une hélice en mouvement.
En 1934 une nouvelle usine d’avion fut construite à Oschersleben/Bode et baptisée AGO Flugzeugwerke GmbH, sans lien avec A.G.O.